# Hemioctaedro
Un hemioctaedro es un politopo abstracto regular, que contiene la mitad de las caras de un octaedro regular.
Tiene 4 caras triangulares, 6 aristas y 3 vértices. Su poliedro conjugado es el hemicubo.
Se puede realizar como un poliedro proyectivo (un teselado del plano proyectivo real mediante 4 triángulos), que se puede visualizar asociando el plano proyectivo a un hemisferio donde los puntos opuestos en el contorno están conectados entre sí, dividiendo el hemisferio en cuatro partes iguales. Puede verse como una pirámide cuadrada sin su base.
Se puede representar simétricamente mediante un diagrama de Schlegel hexagonal o cuadrado:
Tiene la propiedad singular de que posee dos aristas distintas entre cada par de vértices: dos vértices cualesquiera definen un dígono.